# Henrik Flåtnes
Henrik Flåtnes (26 de diciembre de 2001) es un deportista de Noruega que compite en atletismo. Ganó una medalla de plata en el Campeonato Europeo de Atletismo Sub-23 de 2021, en la prueba de salto de longitud.